# جازمين تشن
جازمين تشن (بالإنجليزية: Jasmine Chen) (من مواليد 15 يونيو 1989) هي فارسة تايواني.